# Dani Rodrik
Dani Rodrik (Istanboel, 14 augustus 1957) is een Turkse econoom en hoogleraar Sociale Wetenschappen. Hij heeft veel theoretisch en empirisch onderzoek verricht op het gebied van de internationale economie, de economische groei en de politieke economie.

## Biografie
Rodrik komt uit een familie van sefardische joden. Na zijn opleiding aan het Robert College in Istanboel is hij summa cum laude afgestudeerd aan het Harvard College van de Harvard-universiteit, gevolgd door een PhD in de economie met het proefschrift 'Theorie van Handel en wisselkoersbeleid' en een Master of Public Administration (MPA) aan de Universiteit van Princeton.
Van 1996 tot 2013 was hij werkzaam als hoogleraar internationale politieke economie op de John F. Kennedy School of Government aan de Harvard-universiteit.
- Momenteel bekleedt hij de Albert O. Hirschman-leerstoel (werktijd: 80%) aan het Institute for Advanced Study van de Universiteit van Princeton in Princeton, New Jersey[3].

Ook heeft hij betrekkingen bij
- het National Bureau of Economic Research (werktijd 10%) in Cambridge, Massachusetts[4]
- het Centre for Economic Policy Research (werktijd 5%) in Londen[5]
- het Bureau for Research in Economic Analysis of Development (BREAD) (werktijd 5%) van de John F. Kennedy School of Government[6]
- het Center for Global Development in Washington DC.[7]
- Sinds 2011 is Rodrik tevens directielid van de World Economics Association, St. Andrews, Bristol, United Kingdom[8]

Rodrik is lid van
- de denktank Peterson Institute for International Economics in Washington DC[9]
- de denktank Council on Foreign Relations in New York[10]
- Rodrik is co-redacteur van de Review of Economics and Statistics[11]
- Ook schrijft hij sinds juli 2009 voor de invloedrijke dagelijkse liberale Turkse krant Radikal[12]
- Rodrik heeft subsidies voor onderzoek ontvangen van de Carnegie Corporation, de Ford Foundation en de Rockefeller Foundation.

Rodrik is getrouwd met de dochter van de gepensioneerde Turkse generaal Çetin Doğan, die werd veroordeeld tot een levenslange gevangenisstraf, later teruggebracht tot 20 jaar, voor zijn betrokkenheid bij de Balyoz staatsgreep.

## Onderzoek
Rodrik wordt door vakgenoten beschouwd als een van de meest toonaangevende economen van de wereld en is beroemd om zijn oorspronkelijke gedachten en zijn onderzoek naar globalisering en economische ontwikkeling. De vraag wat goed economisch beleid is en waarom sommige regeringen daar in meer succesvol zijn dan andere staat vaak centraal in zijn onderzoek. Hij heeft diepgaande opvattingen over wat goed economisch beleid is en wat overheden drijft om een dergelijk beleid te omarmen of te verwerpen. Hij stelt dat het in de huidige mondiale context onmogelijk is om de democratie, nationale zelfbeschikking en economische globalisering tegelijkertijd na te streven. Wanneer de internationale eisen van de globalisering in conflict komen met de democratie en de sociale- en politieke stabiliteit van een land, dan dient dat land eerst de eigen nationale prioriteiten te bepalen. Dani Rodrik is een academicus die in staat lijkt om de kloof tussen academisch onderzoek en de politieke realiteit te overbruggen.

## Onderscheidingen
- In 2002 ontving hij de Leontief Prize van het Global Development and Environment Institute.[16]
- In 2005 ontving hij een eredoctoraat van de Universiteit Antwerpen.[17]
- In 2007 werd hij bekroond met de inaugurele Albert O. Hirschman Prijs van de Social Science Research Council[18]
- In 2014 ontving hij een eredoctoraat van de Rijksuniversiteit Groningen.[19][20] Dani Rodrik werd genomineerd voor het eredoctoraat van de Faculteit Economie en Bedrijfskunde wegens de manier waarop Rodrik het denken over de huidige sociale en economische uitdagingen van de wereld heeft beïnvloed.[21]

## Publicaties
- Rodrik, Dani (2011). "The Globalization Paradox." Norton & Company, Inc. ISBN 978-0-393-07161-0.
- Rodrik, Dani (2007). "One Economics, Many Recipes." Princeton University Press. ISBN 0-691-12951-7.
- McMillan, Margaret; Horn, Karen; and Rodrik, Dani (2004). "When Economic Reform Goes Wrong: Cashews in Mozambique". Brookings Trade Forum 2003: 97–165.
- Rodrik, Dani (ed) (2003). "In Search of Prosperity: Analytic Narratives on Economic Growth." Princeton University Press. ISBN 0-691-09268-0.
- Rodrik, Dani (2001). "The Global Governance of Trade As If Development Really Mattered". UNDP.
- Rodrik, Dani (1999). "The New Global Economy and Developing Countries: Making Openness Work." Overseas Development Council. ISBN 1-56517-027-X.
- Rodrik, Dani (1997). "Has Globalization Gone Too Far?" Institute for International Economics. ISBN 0-88132-241-5. (Dit boek werd indertijd door Bloomberg Businessweek betiteld als "een van de belangrijkste economische boeken van het decennium".
- Artikelen van Rodrik zijn gepubliceerd in: The American Economic Review, Quarterly Journal of Economics, Journal of Political Economy, Journal of Economic Growth, Journal of International Economics, Journal of Development Economics, and other academic journals.
- Overzicht van de boeken die Dani Rodrik schreef